# Пестов Василь Серафимович
Василь Серафимович Пестов (25 квітня 1925, місто Ковров, тепер Владимирської області, Російська Федерація — 1 березня 2018, місто Москва, Російська Федерація) — радянський діяч, голова виконавчого комітету Московської обласної ради народних депутатів. Кандидат у члени ЦК КПРС у 1981—1986 роках. Депутат Верховної ради Російської РФСР. Депутат Верховної Ради СРСР 11-го скликання.

## Життєпис
У 1942—1944 роках — слюсар Ковровського оборонного заводу імені Кіркіжа (Дегтярьова) Владимирської області.
У 1950 році закінчив Тульський механічний інститут.
У 1950—1959 роках — інженер, старший інженер, заступник начальника відділу, у 1959—1960 роках — голова заводського комітету профспілки, в 1960—1963 роках — секретар партійного комітету науково-дослідного інституту—61 (ЦНДІТОЧМАШ) міста Климовська Московської області.
Член КПРС з 1956 року.
У 1963—1966 роках — директор Подольського експериментально-механічного заводу «Будіндустрія» Московської області.
У 1966—1968 роках — директор заводу «Кондиціонер» міста Домодєдово Московської області.
У 1968—1970 роках — голова виконавчого комітету Подольської районної ради депутатів трудящих Московської області.
У 1970—1975 роках — 1-й секретар Подольського міського комітету КПРС Московської області.
У 1975—1978 роках — завідувач промислового відділу Московського обласного комітету КПРС.
У 1978—1981 роках — голова Московського обласного комітету народного контролю.
5 лютого 1981 — 11 січня 1986 року — голова виконавчого комітету Московської обласної ради народних депутатів.
З січня 1986 року — персональний пенсіонер союзного значення в місті Москві.
Помер 1 березня 2018 року. Похований в Москві на Троєкуровському цвинтарі.

## Нагороди і звання
- орден Леніна
- три ордени Трудового Червоного Прапора
- орден Івана Калити (Московська область) (29.10.2009)
- медаль «За доблесну працю у Великій Вітчизняній війні 1941—1945 рр.»
- медалі
- відзнака «За заслуги перед Московською областю» (8.04.2010)
- почесне звання «Почесний громадянин Московської області» (4.10.2001)
- почесний громадянин міста Подольська Московської області
- почесний громадянин міста Климовська Московської області (2000)